# 田邊草民
田邊草民（1990年4月6日—），日本足球運動員，司職中場，現效力日職球隊福岡黃蜂。

## 俱樂部生涯
田边草民1990年4月出生于东京，身高一米七五，和众多日本球员一样，都是从业余俱乐部开始起步，经过全国性的初中联赛、高中联赛后，在19岁的时候就加盟了职业俱乐部FC东京。
田边草民在球场上可以担任多个位置，边前卫和前腰以及影锋，在边路有着不错的突破能力。
期间曾在2013年至2015年被租借至西乙萨瓦德尔两个赛季，西乙总出场64次进5球。
FC东京官方宣布，中场田边草民转会加盟福冈黄蜂。

## 外部連結
- YouTube上的TOKYO PLAYER INTERVIEWS #15 田邉草民 - FC東京公式チャンネル
- Soccerway資料庫：田邊草民 （英文）
- 足球数据库：田邊草民的球员统计数据（英文）
- 田邊草民在ESPN FC中的档案（英文）
- 田邊草民在BDFutbol中的档案